# Ласло Пірош
Ласло Пірош (угор. Piros László; 10 травня 1917 — 13 січня 2006) — угорський комуністичний політичний діяч та військовий, займав посаду міністра внутрішніх справ між 1954 і 1956 роками
Народився у збіднілій селянській родині. Брав участь у Другій світовій війні, але був захоплений у полон радянськими військами у Воронежі (січень 1943 року). Після цього брав участь в антифашистських рухах. Наприкінці війни Пірош був партизаном. Був депутатом Тимчасових національних зборів.
Після арешту Габора Петера Пірош очолював Державну охоронну службу (ÁVH) з 1953 року. Як міністр внутрішніх справ він переглянув показові процеси попередніх років.
Під час Угорської революції 1956 року він покинув країну разом з Ерне Гере та Андрашем Гегедюшем виїхав до Радянського Союзу. Пізніше він повернувся додому, проте на прохання Яноша Кадара його відправили назад до Радянського Союзу, і він врешті повернувся до Будапешта в 1958 році.
З вересня 1958 року — головний інженер, а з 1969 року — директор фабрики з вироблення салямі «Pick Szeged». Після виходу на пенсію в 1977 році Пірош багато років працював головою Ради профспілок повіту Чонград.